# Diaethria colombiana
Diaethria colombiana är en fjärilsart som beskrevs av Pierre E.L. Viette 1958. Diaethria colombiana ingår i släktet Diaethria och familjen praktfjärilar. Inga underarter finns listade i Catalogue of Life.